# Yanguna
Yanguna este un gen de fluturi din familia Hesperiidae. 

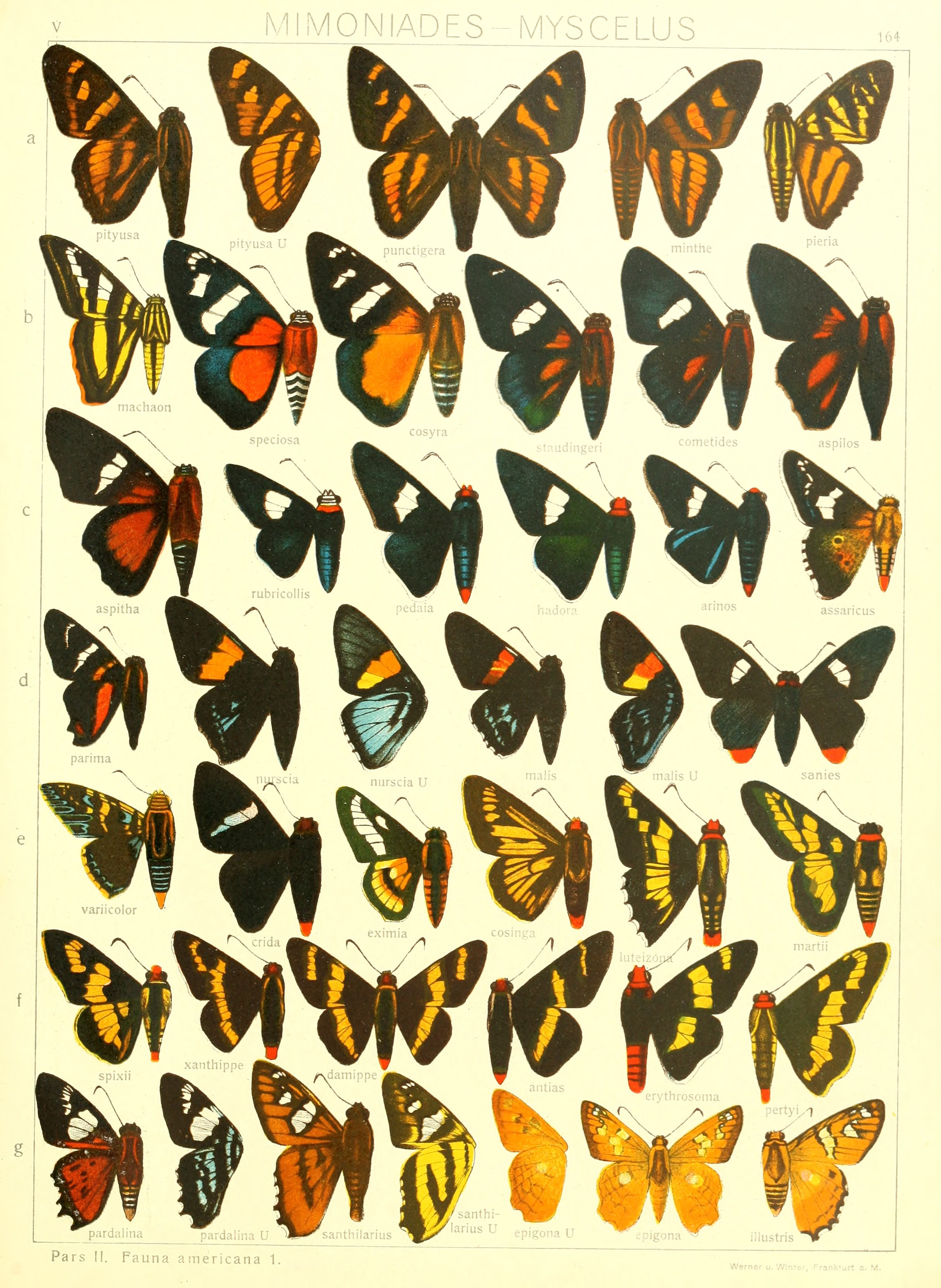
Yanguna şi genuri asemănătoare în Seitz Macrolepidoptera of the World

## Specii
- Yanguna cometes (Cramer, 1779)
- Yanguna cosyra (Druce, 1875)
- Yanguna erebus (Plötz, 1879)
- Yanguna spatiosa (Hewitson, 1870)
- Yanguna tetricus (Bell, 1931)
- Yanguna thelersa (Hewitson, 1866)